# Daejeon
Daejeon (koreansk: 대전) er med 1,5 millioner indbyggere Sydkoreas femtestørste by, beliggende i indlandet syd for hovedstaden Seoul.
Byens historie er kort; det hele startede i 1905, da der ved jernbanen mellem Seoul og Busan blev anlagt en station på et område kaldet Hanbat. Siden har jernbanestationen udviklet sig til at blive en af landets største byer.
I 1993 blev verdensudstillingen Expo '93 afholdt i byen. Efter begivenheden blev Expo-parken omdannet til en science park, hvor man blandt andet afholder Korean Science Festival. Under VM i fodbold 2002 blev flere kampe spillet på Daejeon World Cup Stadium. Byen har desuden været aktuel som en mulig alternativ hovedstad i Sydkorea.

## Administrativ inddeling
Daejon er opdelt i 5 bydele (Gu):
- Daedeok-gu (대덕구, 大德區)
- Dong-gu (동구, 東區)
- Jung-gu (중구, 中區)
- Seo-gu (서구, 西區)
- Yuseong-gu (유성구, 儒城區)

## Venskabsbyer
- Ōda, Shimane, Japan (1987)
- Seattle, USA (1989)
- Budapest, Ungarn (1994)
- Nanjing, Kina (1994)
- Calgary, Canada (1996)
- Guadalajara, Mexico (1997)
- Uppsala, Sverige (1999)
- Novosibirsk, Rusland (2001)
- Brisbane, Australien (2002)
- Bình Dương, Vietnam (2005)
- Sapporo, Japan (2010)

36°21′00″N 127°23′06″Ø / 36.35°N 127.385°Ø